# Cantó de Pavilly
El cantó de Pavilly és un cantó francès del departament del Sena Marítim, situat al districte de Rouen. Té 22 municipis i el cap es Pavilly.

## Municipis
- Barentin
- Beautot
- Betteville
- Blacqueville
- Bouville
- Butot
- Carville-la-Folletière
- Croix-Mare
- Écalles-Alix
- Émanville
- La Folletière
- Fresquiennes
- Fréville
- Goupillières
- Gueutteville
- Limésy
- Mesnil-Panneville
- Mont-de-l'If
- Pavilly
- Sainte-Austreberthe
- Saint-Ouen-du-Breuil
- Villers-Écalles

## Història
| Data d'elecció                           | Identitat          | Partit        | Qualitat |
| ---------------------------------------- | ------------------ | ------------- | -------- |
| 1945-1949                                | André Marie        | radical       |          |
| 1949-1955                                | Roger Duboc        | RPF           |          |
| 1955-1974                                | André Marie        | radical       |          |
| 1974-1979                                | Marcel Hideux      | UDF-radical   |          |
| 1979-1992                                | Jean-Claude Bateux | PS            |          |
| 1992-1998                                | Michel Bentot      | Divers gauche |          |
| 1998-                                    | Pascal Marchal     | PS            |          |
| les dades anteriors no són pas conegudes |                    |               |          |
|                                          |                    |               |          |

## Demografia
| A partir de 1990: Població sense dobles comptes |